# Libro di Amos
Il Libro di Amos (in ebraico עמוס‎?, 'amòs; in greco Αμώς?, amós; in latino Amos) è un testo contenuto nella Bibbia ebraica (Tanakh) e in quella cristiana.
È scritto in ebraico e, secondo l'ipotesi maggiormente condivisa dagli studiosi, la redazione del libro è avvenuta nel Regno di Giuda, durante i regni dei re Ozia in Giuda e Geroboamo II in Israele, quindi intorno alla metà del VIII secolo a.C.
È composto da 9 capitoli e descrive vari oracoli del profeta Amos contenenti inviti alla preghiera, minaccia di castighi, esortazione alla speranza.

## Struttura
- Oracoli contro le nazioni (1:3-2:6[1])
- Oracoli sulle profezie (3:3-8[2])
- Oracoli sulle donne e sui ricchi (4:1-8:8[3])
- Visione del giudizio di Dio su Israele (7:1-9:8[4])
- Epilogo (9:8-15[5])

## Temi principali
Il tema principale del libro è "il giorno del Signore", Amos è infatti il primo profeta a parlarne direttamente. Segue poi una condanna verso le nazioni che trasgredirono le leggi di Dio, tra cui Aram-Damasco, i Filistei, Tiro, Edom e Moab, seguono poi anche profezie contro i regni di Giuda ed Israele (quest'ultimo occupa una grande sezione del libro), dove appare evidente l'invito di ritornare al Signore.
Infine vi sono 5 visioni di Amos su come Dio giudicherà Israele, in ordine: un'invasione di locuste, un incendio, un filo di piombo, una cesta di frutti e la rovina del santuario a Betel.
Particolare è poi il secondo versetto del primo capitolo, che è ripreso direttamente da Gioele 4:16, il quale parla del giorno del giudizio.